# NGC 28
NGC 28 (другие обозначения — AM 0007-571, PGC 730) — эллиптическая галактика (E1) в созвездии Феникс.
Этот объект входит в число перечисленных в оригинальной редакции «Нового общего каталога».
Галактика была открыта английским астрономом Джоном Гершелем 28 октября 1834.
Галактика была отождествлена с NGC 31, но каталог PGC заявил, что эта идентификация была ошибочной. Причиной его заблуждения, вероятно, стало отсутствие NGC 28 в ESO. Ошибки PGC «забрались» в ESO, поэтому объект, идентифицированный там как NGC 28, на самом деле является NGC 31.